# 24 Horas de Le Mans 2024
Las 24 Horas de Le Mans 2024 (oficialmente en francés 92e 24 Heures du Mans) fue la edición número 92.º del evento automovilístico de resistencia por excelencia, que se realizó los días 15 y 16 de junio de 2024 en el circuito de la Sarthe, Le Mans (Francia). El evento fue organizado por el Automobile Club de l'Ouest, y fue la cuarta cita de la temporada 2024 del Campeonato Mundial de Resistencia de la FIA.
La Ferrari 499P número 50 del equipo Ferrari AF Corse, manejada por Antonio Fuoco, Miguel Molina y Nicklas Nielsen se quedó con el triunfo en la clase Hypercar. El equipo United Autosports fue el ganador de la clase LMP2 con sus pilotos Bijoy Garg, Oliver Jarvis y Nolan Siegel, mientras que en la divisional Pro-Am, el automóvil número 183 de AF Corse fue el ganador con los pilotos Ben Barnicoat, François Perrodo y Nicolás Varrone. Finalmente el ganador de la clase LMGT3 fue el Porsche 911 GT3 R (992) del equipo Manthey EMA, comandado por los pilotos Richard Lietz, Morris Schuring y Yasser Shahin.

## Lista de participantes
| Icono | Categoría                                   |
| ----- | ------------------------------------------- |
| WEC   | Campeonato Mundial de Resistencia de la FIA |
| ELMS  | European Le Mans Series                     |
| ALMS  | Asian Le Mans Series                        |
| WTSC  | WeatherTech SportsCar Championship          |
| 24LM  | Solamente 24 Horas de Le Mans               |
| Icono | Nota                                        |
| P2    | LMP2                                        |
| PA    | LMP2 Pro-Am                                 |

| N.º      | Escudería                 | Chasis y motor                   | Neu.     | Categoría | Nota                  | Piloto 1                 | Piloto 2             | Piloto 3                 |
| Hypercar | Hypercar                  | Hypercar                         | Hypercar | Hypercar  | Hypercar              | Hypercar                 | Hypercar             | Hypercar                 |
| -------- | ------------------------- | -------------------------------- | -------- | --------- | --------------------- | ------------------------ | -------------------- | ------------------------ |
| 2        | Cadillac Racing           | Cadillac V-Series.R              | M        | WEC       | Hybrid                | Earl Bamber              | Alex Lynn            | Álex Palou               |
| 3        | Cadillac Racing           | Cadillac V-Series.R              | M        | WTSC      | Hybrid                | Sébastien Bourdais       | Scott Dixon          | Renger van der Zande     |
| 4        | Porsche Penske Motorsport | Porsche 963                      | M        | WTSC      | Hybrid                | Mathieu Jaminet          | Felipe Nasr          | Nick Tandy               |
| 5        | Porsche Penske Motorsport | Porsche 963                      | M        | WEC       | Hybrid                | Matt Campbell            | Michael Christensen  | Frédéric Makowiecki      |
| 6        | Porsche Penske Motorsport | Porsche 963                      | M        | WEC       | Hybrid                | Kévin Estre              | André Lotterer       | Laurens Vanthoor         |
| 7        | Toyota Gazoo Racing       | Toyota GR010 Hybrid              | M        | WEC       | Hybrid                | Kamui Kobayashi          | José María López     | Nyck de Vries            |
| 8        | Toyota Gazoo Racing       | Toyota GR010 Hybrid              | M        | WEC       | Hybrid                | Sébastien Buemi          | Brendon Hartley      | Ryō Hirakawa             |
| 11       | Isotta Fraschini          | Isotta Fraschini Tipo 6-C        | M        | WEC       | Hybrid                | Carl Bennett             | Antonio Serravalle   | Jean-Karl Vernay         |
| 12       | Hertz Team Jota           | Porsche 963                      | M        | WEC       | Hybrid                | Callum Ilott             | Norman Nato          | Will Stevens             |
| 15       | BMW M Team WRT            | BMW M Hybrid V8                  | M        | WEC       | Hybrid                | Raffaele Marciello       | Dries Vanthoor       | Marco Wittmann           |
| 19       | Lamborghini Iron Lynx     | Lamborghini SC63                 | M        | WTSC      | Hybrid                | Matteo Cairoli           | Andrea Caldarelli    | Romain Grosjean          |
| 20       | BMW M Team WRT            | BMW M Hybrid V8                  | M        | WEC       | Hybrid                | Robin Frijns             | René Rast            | Sheldon van der Linde    |
| 35       | Alpine Endurance Team     | Alpine A424                      | M        | WEC       | Hybrid                | Paul-Loup Chatin         | Ferdinand Habsburg   | Charles Milesi           |
| 36       | Alpine Endurance Team     | Alpine A424                      | M        | WEC       | Hybrid                | Nicolas Lapierre         | Mick Schumacher      | Matthieu Vaxivière       |
| 38       | Hertz Team Jota           | Porsche 963                      | M        | WEC       | Hybrid                | Jenson Button            | Phil Hanson          | Oliver Rasmussen         |
| 50       | Ferrari AF Corse          | Ferrari 499P                     | M        | WEC       | Hybrid                | Antonio Fuoco            | Miguel Molina        | Nicklas Nielsen          |
| 51       | Ferrari AF Corse          | Ferrari 499P                     | M        | WEC       | Hybrid                | James Calado             | Antonio Giovinazzi   | Alessandro Pier Guidi    |
| 63       | Lamborghini Iron Lynx     | Lamborghini SC63                 | M        | WEC       | Hybrid                | Mirko Bortolotti         | Daniil Kvyat         | Edoardo Mortara          |
| 83       | AF Corse                  | Ferrari 499P                     | M        | WEC       | Hybrid                | Robert Kubica            | Robert Shwartzman    | Yifei Ye                 |
| 93       | Peugeot TotalEnergies     | Peugeot 9X8 2024                 | M        | WEC       | Hybrid                | Mikkel Jensen            | Nico Müller          | Jean-Éric Vergne         |
| 94       | Peugeot TotalEnergies     | Peugeot 9X8 2024                 | M        | WEC       | Hybrid                | Paul Di Resta            | Loïc Duval           | Stoffel Vandoorne        |
| 99       | Proton Competition        | Porsche 963                      | M        | WEC       | Hybrid                | Julien Andlauer          | Neel Jani            | Harry Tincknell          |
| 311      | Whelen Cadillac Racing    | Cadillac V-Series.R              | M        | WTSC      | Hybrid                | Jack Aitken              | Pipo Derani          | Felipe Drugovich         |
| LMP2     |                           |                                  |          |           |                       |                          |                      |                          |
| 9        | Proton Competition        | Oreca 07-Gibson                  | G        | ELMS      | P2                    | Macéo Capietto           | Jonas Ried           | Bent Viscaal             |
| 10       | Vector Sport              | Oreca 07-Gibson                  | G        | ELMS      | P2                    | Ryan Cullen              | Patrick Pilet        | Stéphane Richelmi        |
| 14       | AO by TF                  | Oreca 07-Gibson                  | G        | ELMS      | PA                    | Louis Delétraz           | P. J. Hyett          | Alex Quinn               |
| 22       | United Autosports         | Oreca 07-Gibson                  | G        | ELMS      | P2                    | Bijoy Garg               | Oliver Jarvis        | Nolan Siegel             |
| 23       | United Autosports USA     | Oreca 07-Gibson                  | G        | WTSC      | PA                    | Filipe Albuquerque       | Ben Hanley           | Ben Keating              |
| 24       | Nielsen Racing            | Oreca 07-Gibson                  | G        | ELMS      | P2                    | David Heinemeier Hansson | Fabio Scherer        | Kyffin Simpson           |
| 25       | Algarve Pro Racing        | Oreca 07-Gibson                  | G        | ELMS      | P2                    | Olli Caldwell            | Roman De Angelis     | Matthias Kaiser          |
| 28       | IDEC Sport                | Oreca 07-Gibson                  | G        | ELMS      | P2                    | Reshad de Gerus          | Paul Lafargue        | Job van Uitert           |
| 30       | Duqueine Team             | Oreca 07-Gibson                  | G        | ELMS      | PA                    | James Allen              | John Falb            | Jean-Baptiste Simmenauer |
| 33       | DKR Engineering           | Oreca 07-Gibson                  | G        | ELMS      | PA                    | René Binder              | Laurents Hörr        | Alexander Mattschull     |
| 34       | Inter Europol Competition | Oreca 07-Gibson                  | G        | ELMS      | P2                    | Vladislav Lomko          | Clément Novalak      | Jakub Śmiechowski        |
| 37       | Cool Racing               | Oreca 07-Gibson                  | G        | ELMS      | P2                    | Lorenzo Fluxá            | Malthe Jakobsen      | Ritomo Miyata            |
| 45       | CrowdStrike Racing by APR | Oreca 07-Gibson                  | G        | WTSC      | PA                    | Colin Braun              | Nicky Catsburg       | George Kurtz             |
| 47       | Cool Racing               | Oreca 07-Gibson                  | G        | ELMS      | PA                    | Matt Bell                | Naveen Rao           | Frederik Vesti           |
| 65       | Panis Racing              | Oreca 07-Gibson                  | G        | ELMS      | PA                    | Mathias Beche            | Scott Huffaker       | Rodrigo Sales            |
| 183      | AF Corse                  | Oreca 07-Gibson                  | G        | ELMS      | PA                    | Ben Barnicoat            | François Perrodo     | Nicolás Varrone          |
| LMGT3    |                           |                                  |          |           |                       |                          |                      |                          |
| 27       | Heart of Racing Team      | Aston Martin Vantage AMR GT3 Evo | G        | WEC       |                       | Ian James                | Daniel Mancinelli    | Alex Riberas             |
| 31       | Team WRT                  | BMW M4 GT3                       | G        | WEC       | Augusto Farfus        | Sean Gelael              | Darren Leung         |                          |
| 44       | Proton Competition        | Ford Mustang GT3                 | G        | 24LM      | John Hartshorne       | Christopher Mies         | Ben Tuck             |                          |
| 46       | Team WRT                  | BMW M4 GT3                       | G        | WEC       | Ahmad Al Harthy       | Maxime Martin            | Valentino Rossi      |                          |
| 54       | Vista AF Corse            | Ferrari 296 GT3                  | G        | WEC       | Francesco Castellacci | Thomas Flohr             | Davide Rigon         |                          |
| 55       | Vista AF Corse            | Ferrari 296 GT3                  | G        | WEC       | François Hériau       | Simon Mann               | Alessio Rovera       |                          |
| 59       | United Autosports         | McLaren 720S GT3 Evo             | G        | WEC       | Nicolas Costa         | James Cottingham         | Grégoire Saucy       |                          |
| 60       | Iron Lynx                 | Lamborghini Huracán GT3 Evo 2    | G        | WEC       | Matteo Cressoni       | Franck Perera            | Claudio Schiavoni    |                          |
| 66       | JMW Motorsport            | Ferrari 296 GT3                  | G        | ELMS      | Giacomo Petrobelli    | Larry ten Voorde         | Salih Yoluç          |                          |
| 70       | Inception Racing          | McLaren 720S GT3 Evo             | G        | WTSC      | Brendan Iribe         | Ollie Millroy            | Frederik Schandorff  |                          |
| 77       | Proton Competition        | Ford Mustang GT3                 | G        | WEC       | Ben Barker            | Ryan Hardwick            | Zacharie Robichon    |                          |
| 78       | Akkodis ASP Team          | Lexus RC F GT3                   | G        | WEC       | Timur Boguslavskiy    | Arnold Robin             | Kelvin van der Linde |                          |
| 81       | TF Sport                  | Chevrolet Corvette Z06 GT3.R     | G        | WEC       | Rui Andrade           | Charlie Eastwood         | Tom van Rompuy       |                          |
| 82       | TF Sport                  | Chevrolet Corvette Z06 GT3.R     | G        | WEC       | Sébastien Baud        | Daniel Juncadella        | Hiroshi Koizumi      |                          |
| 85       | Iron Dames                | Lamborghini Huracán GT3 Evo 2    | G        | WEC       | Sarah Bovy            | Rahel Frey               | Michelle Gatting     |                          |
| 86       | GR Racing                 | Ferrari 296 GT3                  | G        | ELMS      | Riccardo Pera         | Daniel Serra             | Michael Wainwright   |                          |
| 87       | Akkodis ASP Team          | Lexus RC F GT3                   | G        | WEC       | Jack Hawksworth       | Takeshi Kimura           | Esteban Masson       |                          |
| 88       | Proton Competition        | Ford Mustang GT3                 | G        | WEC       | Dennis Olsen          | Mikkel O. Pedersen       | Giorgio Roda         |                          |
| 91       | Manthey EMA               | Porsche 911 GT3 R (992)          | G        | WEC       | Richard Lietz         | Morris Schuring          | Yasser Shahin        |                          |
| 92       | Manthey Pure Rxcing       | Porsche 911 GT3 R (992)          | G        | WEC       | Klaus Bachler         | Alex Malykhin            | Joel Sturm           |                          |
| 95       | United Autosports         | McLaren 720S GT3 Evo             | G        | WEC       | Hiroshi Hamaguchi     | Nico Pino                | Marino Sato          |                          |
| 155      | Spirit of Race            | Ferrari 296 GT3                  | G        | ELMS      | Conrad Laursen        | Johnny Laursen           | Jordan Taylor        |                          |
| 777      | D'station Racing          | Aston Martin Vantage AMR GT3 Evo | G        | WEC       | Erwan Bastard         | Satoshi Hoshino          | Marco Sørensen       |                          |
| Fuentes: |                           |                                  |          |           |                       |                          |                      |                          |

### Pilotos reserva
| Reserva  | Clase    | N.º | Escudería                 | Chasis y motor  | Neu. | Categoría | Nota   | Piloto 1        | Piloto 2     | Piloto 3     |
| -------- | -------- | --- | ------------------------- | --------------- | ---- | --------- | ------ | --------------- | ------------ | ------------ |
| 1.º      | Hypercar | 79  | Proton Competition        | Porsche 963     | M    | WTSC      | Hybrid | Gianmaria Bruni | Bandera de ? | Bandera de ? |
| 2.º      | LMP2     | 43  | Inter Europol Competition | Oreca 07-Gibson | G    | ELMS      | P2     | Clément Novalak | Bandera de ? | Bandera de ? |
| 3.º      | LMP2     | 41  | Staysail Motorsport       | Oreca 07-Gibson | G    | 24LM      | P2     | Michael Dinan   | Bandera de ? | Bandera de ? |
| Fuentes: |          |     |                           |                 |      |           |        |                 |              |              |

## Clasificación
Las pole positions de cada clase están marcadas en negrita.
| Pos.    | Clase       | N.º | Escudería                 | Clasificación | Hiperpole  | Parrilla |
| ------- | ----------- | --- | ------------------------- | ------------- | ---------- | -------- |
| 1       | Hypercar    | 6   | Porsche Penske Motorsport | 3:25.051      | 3:24.634   | 1        |
| 2       | Hypercar    | 2   | Cadillac Racing           | 3:24.993      | 3:24.782   | 7        |
| 3       | Hypercar    | 3   | Cadillac Racing           | 3:24.642      | 3:24.816   | 2        |
| 4       | Hypercar    | 51  | Ferrari AF Corse          | 3:25.049      | 3:25.156   | 3        |
| 5       | Hypercar    | 50  | Ferrari AF Corse          | 3:24.731      | 3:25.598   | 4        |
| 6       | Hypercar    | 35  | Alpine Endurance Team     | 3:24.872      | 3:25.713   | 5        |
| 7       | Hypercar    | 15  | BMW M Team WRT            | 3:24.465      | Sin tiempo | 6        |
| 8       | Hypercar    | 12  | Hertz Team Jota           | 3:25.145      | Sin tiempo | 8        |
| 9       | Hypercar    | 36  | Alpine Endurance Team     | 3:25.278      |            | 9        |
| 10      | Hypercar    | 5   | Porsche Penske Motorsport | 3:25.307      |            | 10       |
| 11      | Hypercar    | 8   | Toyota Gazoo Racing       | 3:25.446      |            | 11       |
| 12      | Hypercar    | 83  | AF Corse                  | 3:25.766      |            | 12       |
| 13      | Hypercar    | 63  | Lamborghini Iron Lynx     | 3:25.973      |            | 13       |
| 14      | Hypercar    | 99  | Proton Competition        | 3:25.992      |            | 14       |
| 15      | Hypercar    | 93  | Peugeot TotalEnergies     | 3:26.195      |            | 15       |
| 16      | Hypercar    | 20  | BMW M Team WRT            | 3:26.223      |            | 16       |
| 17      | Hypercar    | 38  | Hertz Team Jota           | 3:26.290      |            | 17       |
| 18      | Hypercar    | 311 | Whelen Cadillac Racing    | 3:26.311      |            | 18       |
| 19      | Hypercar    | 4   | Porsche Penske Motorsport | 3:26.362      |            | 19       |
| 20      | Hypercar    | 94  | Peugeot TotalEnergies     | 3:27.251      |            | 20       |
| 21      | Hypercar    | 19  | Lamborghini Iron Lynx     | 3:27.655      |            | 21       |
| 22      | Hypercar    | 11  | Isotta Fraschini          | 3:29.865      |            | 22       |
| 23      | Hypercar    | 7   | Toyota Gazoo Racing       | Sin tiempo    |            | 23       |
| 24      | LMP2 Pro-Am | 14  | AO by TF                  | 3:33.134      | 3:33.217   | 24       |
| 25      | LMP2        | 28  | IDEC Sport                | 3:34.215      | 3:33.827   | 25       |
| 26      | LMP2 Pro-Am | 65  | Panis Racing              | 3:33.827      | 3:34.053   | 26       |
| 27      | LMP2 Pro-Am | 23  | United Autosports USA     | 3:33.430      | 3:34.221   | 27       |
| 28      | LMP2        | 22  | United Autosports         | 3:34.480      | 3:34.270   | 28       |
| 29      | LMP2        | 37  | Cool Racing               | 3:32.827      | 3:34.773   | 29       |
| 30      | LMP2 Pro-Am | 33  | DKR Engineering           | 3:34.330      | 3:35.699   | 30       |
| 31      | LMP2        | 10  | Vector Sport              | 3:34.262      | 3:35.855   | 31       |
| 32      | LMP2 Pro-Am | 183 | AF Corse                  | 3:34.767      |            | 32       |
| 33      | LMP2        | 24  | Nielsen Racing            | 3:34.794      |            | 33       |
| 34      | LMP2        | 34  | Inter Europol Competition | 3:34.885      |            | 34       |
| 35      | LMP2        | 9   | Proton Competition        | 3:34.963      |            | 35       |
| 36      | LMP2 Pro-Am | 30  | Duqueine Team             | 3:35.070      |            | 36       |
| 37      | LMP2 Pro-Am | 47  | Cool Racing               | 3:35.360      |            | 37       |
| 38      | LMP2        | 25  | Algarve Pro Racing        | 3:35.474      |            | 38       |
| 39      | LMP2 Pro-Am | 45  | CrowdStrike Racing by APR | 3:39.222      |            | 39       |
| 40      | LMGT3       | 70  | Inception Racing          | 3:55.406      | 3:58.120   | 40       |
| 41      | LMGT3       | 92  | Manthey PureRxcing        | 3:56.189      | 3:58.928   | 41       |
| 42      | LMGT3       | 66  | JMW Motorsport            | 3:56.443      | 3:58.938   | 42       |
| 43      | LMGT3       | 77  | Proton Competition        | 3:55.263      | 3:59.443   | 43       |
| 44      | LMGT3       | 27  | Heart of Racing Team      | 3:56.243      | 3:59.655   | 44       |
| 45      | LMGT3       | 777 | D'station Racing          | 3:56.500      | 4:02.787   | 45       |
| 46      | LMGT3       | 82  | TF Sport                  | 3:56.105      | 4:03.681   | 46       |
| 47      | LMGT3       | 60  | Iron Lynx                 | 3:56.153      | 4:06.495   | 47       |
| 48      | LMGT3       | 85  | Iron Dames                | 3:56.530      |            | 48       |
| 49      | LMGT3       | 87  | Akkodis ASP Team          | 3:56.561      |            | 49       |
| 50      | LMGT3       | 59  | United Autosports         | 3:56.710      |            | 50       |
| 51      | LMGT3       | 46  | Team WRT                  | 3:56.738      |            | 51       |
| 52      | LMGT3       | 54  | Vista AF Corse            | 3:56.780      |            | 52       |
| 53      | LMGT3       | 44  | Proton Competition        | 3:56.836      |            | 53       |
| 54      | LMGT3       | 31  | Team WRT                  | 3:56.947      |            | 54       |
| 55      | LMGT3       | 91  | Manthey EMA               | 3:57.026      |            | 55       |
| 56      | LMGT3       | 88  | Proton Competition        | 3:57.221      |            | 56       |
| 57      | LMGT3       | 81  | TF Sport                  | 3:57.296      |            | 57       |
| 58      | LMGT3       | 95  | United Autosports         | 3:57.313      |            | 58       |
| 59      | LMGT3       | 155 | Spirit of Race            | 3:57.349      |            | 59       |
| 60      | LMGT3       | 78  | Akkodis ASP Team          | 3:57.441      |            | 60       |
| 61      | LMGT3       | 55  | Vista AF Corse            | 3:58.282      |            | 61       |
| 62      | LMGT3       | 86  | GR Racing                 | Sin tiempo    |            | 62       |
| Fuente: |             |     |                           |               |            |          |

## Carrera

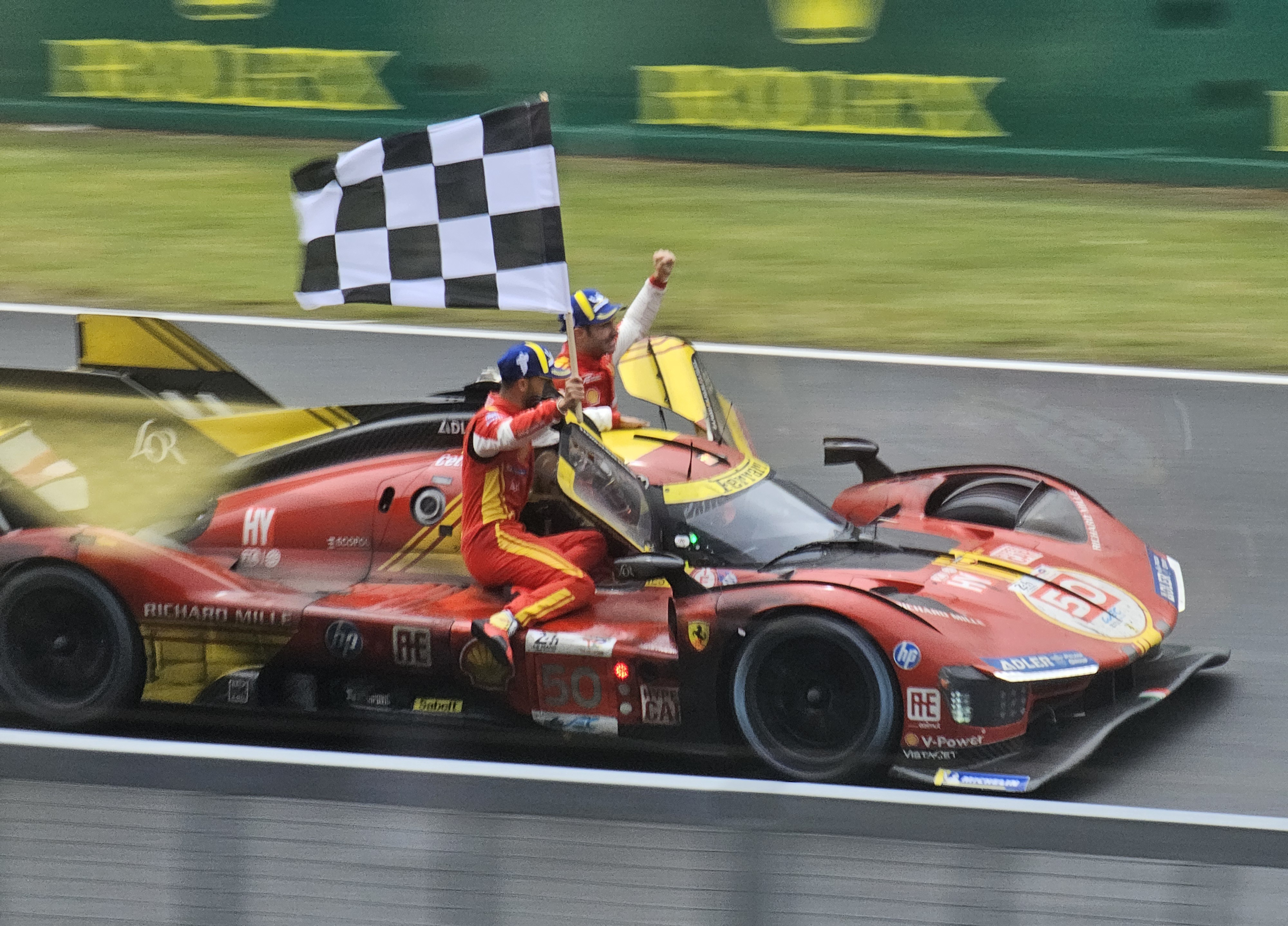
Fuoco, Molina y Nielsen celebrando la victoria en la Ferrari 499P.

Los ganadores de cada clase se indican en negrita
| Pos.    | Clase         | N.º | Equipo                    | Pilotos                                               | Chasis                           | Neu. | Vueltas | Tiempo/Retirado        |
| Pos.    | Clase         | N.º | Equipo                    | Pilotos                                               | Motor                            | Neu. | Vueltas | Tiempo/Retirado        |
| ------- | ------------- | --- | ------------------------- | ----------------------------------------------------- | -------------------------------- | ---- | ------- | ---------------------- |
| 1       | Hypercar      | 50  | Ferrari AF Corse          | Antonio Fuoco Miguel Molina Nicklas Nielsen           | Ferrari 499P                     | M    | 311     | 24:01:55.856           |
| 1       | Hypercar      | 50  | Ferrari AF Corse          | Antonio Fuoco Miguel Molina Nicklas Nielsen           | Ferrari F163 3.0 L Turbo V6      | M    | 311     | 24:01:55.856           |
| 2       | Hypercar      | 7   | Toyota Gazoo Racing       | Kamui Kobayashi José María López Nyck de Vries        | Toyota GR010 Hybrid              | M    | 311     | +14.221                |
| 2       | Hypercar      | 7   | Toyota Gazoo Racing       | Kamui Kobayashi José María López Nyck de Vries        | Toyota 3.5 L Turbo V6            | M    | 311     | +14.221                |
| 3       | Hypercar      | 51  | Ferrari AF Corse          | James Calado Antonio Giovinazzi Alessandro Pier Guidi | Ferrari 499P                     | M    | 311     | +36.730                |
| 3       | Hypercar      | 51  | Ferrari AF Corse          | James Calado Antonio Giovinazzi Alessandro Pier Guidi | Ferrari F163 3.0 L Turbo V6      | M    | 311     | +36.730                |
| 4       | Hypercar      | 6   | Porsche Penske Motorsport | Kévin Estre André Lotterer Laurens Vanthoor           | Porsche 963                      | M    | 311     | +37.897                |
| 4       | Hypercar      | 6   | Porsche Penske Motorsport | Kévin Estre André Lotterer Laurens Vanthoor           | Porsche 9RD 4.6 L Turbo V8       | M    | 311     | +37.897                |
| 5       | Hypercar      | 8   | Toyota Gazoo Racing       | Sébastien Buemi Brendon Hartley Ryō Hirakawa          | Toyota GR010 Hybrid              | M    | 311     | +1:02.824              |
| 5       | Hypercar      | 8   | Toyota Gazoo Racing       | Sébastien Buemi Brendon Hartley Ryō Hirakawa          | Toyota 3.5 L Turbo V6            | M    | 311     | +1:02.824              |
| 6       | Hypercar      | 5   | Porsche Penske Motorsport | Matt Campbell Michael Christensen Frédéric Makowiecki | Porsche 963                      | M    | 311     | +1:45.654              |
| 6       | Hypercar      | 5   | Porsche Penske Motorsport | Matt Campbell Michael Christensen Frédéric Makowiecki | Porsche 9RD 4.6 L Turbo V8       | M    | 311     | +1:45.654              |
| 7       | Hypercar      | 2   | Cadillac Racing           | Earl Bamber Alex Lynn Álex Palou                      | Cadillac V-Series.R              | M    | 311     | +2:34.468              |
| 7       | Hypercar      | 2   | Cadillac Racing           | Earl Bamber Alex Lynn Álex Palou                      | Cadillac LMC55R 5.5 L V8         | M    | 311     | +2:34.468              |
| 8       | Hypercar      | 12  | Hertz Team Jota           | Callum Ilott Norman Nato Will Stevens                 | Porsche 963                      | M    | 311     | +3:02.691              |
| 8       | Hypercar      | 12  | Hertz Team Jota           | Callum Ilott Norman Nato Will Stevens                 | Porsche 9RD 4.6 L Turbo V8       | M    | 311     | +3:02.691              |
| 9       | Hypercar      | 38  | Hertz Team Jota           | Jenson Button Phil Hanson Oliver Rasmussen            | Porsche 963                      | M    | 311     | +3:36.756              |
| 9       | Hypercar      | 38  | Hertz Team Jota           | Jenson Button Phil Hanson Oliver Rasmussen            | Porsche 9RD 4.6 L Turbo V8       | M    | 311     | +3:36.756              |
| 10      | Hypercar      | 63  | Lamborghini Iron Lynx     | Mirko Bortolotti Daniil Kvyat Edoardo Mortara         | Lamborghini SC63                 | M    | 309     | +2 vueltas             |
| 10      | Hypercar      | 63  | Lamborghini Iron Lynx     | Mirko Bortolotti Daniil Kvyat Edoardo Mortara         | Lamborghini 3.8 L Turbo V8       | M    | 309     | +2 vueltas             |
| 11      | Hypercar      | 94  | Peugeot TotalEnergies     | Paul di Resta Loïc Duval Stoffel Vandoorne            | Peugeot 9X8                      | M    | 309     | +2 vueltas             |
| 11      | Hypercar      | 94  | Peugeot TotalEnergies     | Paul di Resta Loïc Duval Stoffel Vandoorne            | Peugeot X6H 2.6 L Turbo V6       | M    | 309     | +2 vueltas             |
| 12      | Hypercar      | 93  | Peugeot TotalEnergies     | Mikkel Jensen Nico Müller Jean-Éric Vergne            | Peugeot 9X8                      | M    | 309     | +2 vueltas             |
| 12      | Hypercar      | 93  | Peugeot TotalEnergies     | Mikkel Jensen Nico Müller Jean-Éric Vergne            | Peugeot X6H 2.6 L Turbo V6       | M    | 309     | +2 vueltas             |
| 13      | Hypercar      | 19  | Lamborghini Iron Lynx     | Matteo Cairoli Andrea Caldarelli Romain Grosjean      | Lamborghini SC63                 | M    | 309     | +2 vueltas             |
| 13      | Hypercar      | 19  | Lamborghini Iron Lynx     | Matteo Cairoli Andrea Caldarelli Romain Grosjean      | Lamborghini 3.8 L Turbo V8       | M    | 309     | +2 vueltas             |
| 14      | Hypercar      | 11  | Isotta Fraschini          | Carl Bennett Antonio Serravalle Jean-Karl Vernay      | Isotta Fraschini Tipo 6-C        | M    | 302     | +9 vueltas             |
| 14      | Hypercar      | 11  | Isotta Fraschini          | Carl Bennett Antonio Serravalle Jean-Karl Vernay      | Isotta Fraschini 3.0 L Turbo V6  | M    | 302     | +9 vueltas             |
| 15      | LMP2          | 22  | United Autosports         | Bijoy Garg Oliver Jarvis Nolan Siegel                 | Oreca 07                         | G    | 297     | +14 vueltas            |
| 15      | LMP2          | 22  | United Autosports         | Bijoy Garg Oliver Jarvis Nolan Siegel                 | Gibson GK428 V8                  | G    | 297     | +14 vueltas            |
| 16      | LMP2          | 34  | Inter Europol Competition | Vladislav Lomko Clément Novalak Jakub Śmiechowski     | Oreca 07                         | G    | 297     | +14 vueltas            |
| 16      | LMP2          | 34  | Inter Europol Competition | Vladislav Lomko Clément Novalak Jakub Śmiechowski     | Gibson GK428 V8                  | G    | 297     | +14 vueltas            |
| 17      | LMP2          | 28  | IDEC Sport                | Reshad de Gerus Paul Lafargue Job van Uitert          | Oreca 07                         | G    | 297     | +14 vueltas            |
| 17      | LMP2          | 28  | IDEC Sport                | Reshad de Gerus Paul Lafargue Job van Uitert          | Gibson GK428 V8                  | G    | 297     | +14 vueltas            |
| 18      | LMP2 (Pro-Am) | 183 | AF Corse                  | Ben Barnicoat François Perrodo Nicolás Varrone        | Oreca 07                         | G    | 297     | +14 vueltas            |
| 18      | LMP2 (Pro-Am) | 183 | AF Corse                  | Ben Barnicoat François Perrodo Nicolás Varrone        | Gibson GK428 V8                  | G    | 297     | +14 vueltas            |
| 19      | LMP2          | 10  | Vector Sport              | Ryan Cullen Patrick Pilet Stéphane Richelmi           | Oreca 07                         | G    | 297     | +14 vueltas            |
| 19      | LMP2          | 10  | Vector Sport              | Ryan Cullen Patrick Pilet Stéphane Richelmi           | Gibson GK428 V8                  | G    | 297     | +14 vueltas            |
| 20      | LMP2 (Pro-Am) | 14  | AO by TF                  | Louis Delétraz P. J. Hyett Alex Quinn                 | Oreca 07                         | G    | 295     | +16 vueltas            |
| 20      | LMP2 (Pro-Am) | 14  | AO by TF                  | Louis Delétraz P. J. Hyett Alex Quinn                 | Gibson GK428 V8                  | G    | 295     | +16 vueltas            |
| 21      | LMP2 (Pro-Am) | 33  | DKR Engineering           | René Binder Laurents Hörr Alexander Mattschull        | Oreca 07                         | G    | 295     | +16 vueltas            |
| 21      | LMP2 (Pro-Am) | 33  | DKR Engineering           | René Binder Laurents Hörr Alexander Mattschull        | Gibson GK428 V8                  | G    | 295     | +16 vueltas            |
| 22      | LMP2          | 25  | Algarve Pro Racing        | Olli Caldwell Roman De Angelis Matthias Kaiser        | Oreca 07                         | G    | 294     | +17 vueltas            |
| 22      | LMP2          | 25  | Algarve Pro Racing        | Olli Caldwell Roman De Angelis Matthias Kaiser        | Gibson GK428 V8                  | G    | 294     | +17 vueltas            |
| 23      | LMP2 (Pro-Am) | 65  | Panis Racing              | Mathias Beche Scott Huffaker Rodrigo Sales            | Oreca 07                         | G    | 293     | +18 vueltas            |
| 23      | LMP2 (Pro-Am) | 65  | Panis Racing              | Mathias Beche Scott Huffaker Rodrigo Sales            | Gibson GK428 V8                  | G    | 293     | +18 vueltas            |
| 24      | LMP2 (Pro-Am) | 47  | Cool Racing               | Matt Bell Naveen Rao Frederik Vesti                   | Oreca 07                         | G    | 291     | +20 vueltas            |
| 24      | LMP2 (Pro-Am) | 47  | Cool Racing               | Matt Bell Naveen Rao Frederik Vesti                   | Gibson GK428 V8                  | G    | 291     | +20 vueltas            |
| 25      | LMP2          | 24  | Nielsen Racing            | David Heinemeier Hansson Fabio Scherer Kyffin Simpson | Oreca 07                         | G    | 291     | +20 vueltas            |
| 25      | LMP2          | 24  | Nielsen Racing            | David Heinemeier Hansson Fabio Scherer Kyffin Simpson | Gibson GK428 V8                  | G    | 291     | +20 vueltas            |
| 26      | LMP2          | 37  | Cool Racing               | Lorenzo Fluxá Malthe Jakobsen Ritomo Miyata           | Oreca 07                         | G    | 289     | +22 vueltas            |
| 26      | LMP2          | 37  | Cool Racing               | Lorenzo Fluxá Malthe Jakobsen Ritomo Miyata           | Gibson GK428 V8                  | G    | 289     | +22 vueltas            |
| 27      | LMGT3         | 91  | Manthey EMA               | Richard Lietz Morris Schuring Yasser Shahin           | Porsche 911 GT3 R (992)          | G    | 281     | +30 vueltas            |
| 27      | LMGT3         | 91  | Manthey EMA               | Richard Lietz Morris Schuring Yasser Shahin           | Porsche M97/80 4.2 L Flat-6      | G    | 281     | +30 vueltas            |
| 28      | LMGT3         | 31  | Team WRT                  | Augusto Farfus Sean Gelael Darren Leung               | BMW M4 GT3                       | G    | 280     | +31 vueltas            |
| 28      | LMGT3         | 31  | Team WRT                  | Augusto Farfus Sean Gelael Darren Leung               | BMW P58 L Turbo I6               | G    | 280     | +31 vueltas            |
| 29      | Hypercar      | 311 | Whelen Cadillac Racing    | Jack Aitken Pipo Derani Felipe Drugovich              | Cadillac V-Series.R              | M    | 280     | +31 vueltas            |
| 29      | Hypercar      | 311 | Whelen Cadillac Racing    | Jack Aitken Pipo Derani Felipe Drugovich              | Cadillac LMC55R 5.5 L V8         | M    | 280     | +31 vueltas            |
| 30      | LMGT3         | 88  | Proton Competition        | Dennis Olsen Mikkel O. Pedersen Giorgio Roda          | Ford Mustang GT3                 | G    | 280     | +31 vueltas            |
| 30      | LMGT3         | 88  | Proton Competition        | Dennis Olsen Mikkel O. Pedersen Giorgio Roda          | Ford Coyote 5.4 L V8             | G    | 280     | +31 vueltas            |
| 31      | LMGT3         | 44  | Proton Competition        | John Hartshorne Christopher Mies Ben Tuck             | Ford Mustang GT3                 | G    | 280     | +31 vueltas            |
| 31      | LMGT3         | 44  | Proton Competition        | John Hartshorne Christopher Mies Ben Tuck             | Ford Coyote 5.4 L V8             | G    | 280     | +31 vueltas            |
| 32      | LMGT3         | 85  | Iron Dames                | Sarah Bovy Rahel Frey Michelle Gatting                | Lamborghini Huracán GT3 Evo 2    | G    | 279     | +32 vueltas            |
| 32      | LMGT3         | 85  | Iron Dames                | Sarah Bovy Rahel Frey Michelle Gatting                | Lamborghini DGF 5.2 L V10        | G    | 279     | +32 vueltas            |
| 33      | LMGT3         | 55  | Vista AF Corse            | François Heriau Simon Mann Alessio Rovera             | Ferrari 296 GT3                  | G    | 279     | +32 vueltas            |
| 33      | LMGT3         | 55  | Vista AF Corse            | François Heriau Simon Mann Alessio Rovera             | Ferrari F163CE 3.0 L Turbo V6    | G    | 279     | +32 vueltas            |
| 34      | LMGT3         | 78  | Akkodis ASP Team          | Timur Boguslavskiy Arnold Robin Kelvin van der Linde  | Lexus RC F GT3                   | G    | 279     | +32 vueltas            |
| 34      | LMGT3         | 78  | Akkodis ASP Team          | Timur Boguslavskiy Arnold Robin Kelvin van der Linde  | Lexus 2UR-GSE 5.0 L V8           | G    | 279     | +32 vueltas            |
| 35      | LMGT3         | 155 | Spirit of Race            | Conrad Laursen Johnny Laursen Jordan Taylor           | Ferrari 296 GT3                  | G    | 279     | +32 vueltas            |
| 35      | LMGT3         | 155 | Spirit of Race            | Conrad Laursen Johnny Laursen Jordan Taylor           | Ferrari F163CE 3.0 L Turbo V6    | G    | 279     | +32 vueltas            |
| 36      | LMGT3         | 777 | D'station Racing          | Erwan Bastard Satoshi Hoshino Marco Sørensen          | Aston Martin Vantage AMR GT3 Evo | G    | 279     | +32 vueltas            |
| 36      | LMGT3         | 777 | D'station Racing          | Erwan Bastard Satoshi Hoshino Marco Sørensen          | Aston Martin M177 4.0 L Turbo V8 | G    | 279     | +32 vueltas            |
| 37      | LMGT3         | 87  | Akkodis ASP Team          | Jack Hawksworth Takeshi Kimura Esteban Masson         | Lexus RC F GT3                   | G    | 279     | +32 vueltas            |
| 37      | LMGT3         | 87  | Akkodis ASP Team          | Jack Hawksworth Takeshi Kimura Esteban Masson         | Lexus 2UR-GSE 5.0 L V8           | G    | 279     | +32 vueltas            |
| 38      | LMGT3         | 82  | TF Sport                  | Sébastien Baud Daniel Juncadella Hiroshi Koizumi      | Chevrolet Corvette Z06 GT3.R     | G    | 278     | +33 vueltas            |
| 38      | LMGT3         | 82  | TF Sport                  | Sébastien Baud Daniel Juncadella Hiroshi Koizumi      | Chevrolet LT6.R 5.5 L V8         | G    | 278     | +33 vueltas            |
| 39      | LMGT3         | 86  | GR Racing                 | Riccardo Pera Daniel Serra Michael Wainwright         | Ferrari 296 GT3                  | G    | 278     | +33 vueltas            |
| 39      | LMGT3         | 86  | GR Racing                 | Riccardo Pera Daniel Serra Michael Wainwright         | Ferrari F163CE 3.0 L Turbo V6    | G    | 278     | +33 vueltas            |
| 40      | LMGT3         | 70  | Inception Racing          | Brendan Iribe Ollie Millroy Frederik Schandorff       | McLaren 720S GT3 Evo             | G    | 275     | +36 vueltas            |
| 40      | LMGT3         | 70  | Inception Racing          | Brendan Iribe Ollie Millroy Frederik Schandorff       | McLaren M840T 4.0 L Turbo V8     | G    | 275     | +36 vueltas            |
| 41      | LMGT3         | 92  | Manthey PureRxcing        | Klaus Bachler Alex Malykhin Joel Sturm                | Porsche 911 GT3 R (992)          | G    | 273     | +38 vueltas            |
| 41      | LMGT3         | 92  | Manthey PureRxcing        | Klaus Bachler Alex Malykhin Joel Sturm                | Porsche M97/80 4.2 L Flat-6      | G    | 273     | +38 vueltas            |
| 42      | LMP2 (Pro-Am) | 23  | United Autosports USA     | Filipe Albuquerque Ben Hanley Ben Keating             | Oreca 07                         | G    | 272     | +39 vueltas            |
| 42      | LMP2 (Pro-Am) | 23  | United Autosports USA     | Filipe Albuquerque Ben Hanley Ben Keating             | Gibson GK428 V8                  | G    | 272     | +39 vueltas            |
| 43      | LMGT3         | 81  | TF Sport                  | Rui Andrade Charlie Eastwood Tom van Rompuy           | Chevrolet Corvette Z06 GT3.R     | G    | 267     | +44 vueltas            |
| 43      | LMGT3         | 81  | TF Sport                  | Rui Andrade Charlie Eastwood Tom van Rompuy           | Chevrolet LT6.R 5.5 L V8         | G    | 267     | +44 vueltas            |
| 44      | LMGT3         | 60  | Iron Lynx                 | Matteo Cressoni Franck Perera Claudio Schiavoni       | Lamborghini Huracán GT3 Evo 2    | G    | 258     | +53 vueltas            |
| 44      | LMGT3         | 60  | Iron Lynx                 | Matteo Cressoni Franck Perera Claudio Schiavoni       | Lamborghini DGF 5.2 L V10        | G    | 258     | +53 vueltas            |
| 45      | Hypercar      | 99  | Proton Competition        | Julien Andlauer Neel Jani Harry Tincknell             | Porsche 963                      | M    | 251     | +60 vueltas            |
| 45      | Hypercar      | 99  | Proton Competition        | Julien Andlauer Neel Jani Harry Tincknell             | Porsche 9RD 4.6 L Turbo V8       | M    | 251     | +60 vueltas            |
| 46      | LMGT3         | 77  | Proton Competition        | Ben Barker Ryan Hardwick Zacharie Robichon            | Ford Mustang GT3                 | G    | 227     | +84 vueltas            |
| 46      | LMGT3         | 77  | Proton Competition        | Ben Barker Ryan Hardwick Zacharie Robichon            | Ford Coyote 5.4 L V8             | G    | 227     | +84 vueltas            |
| NC      | Hypercar      | 20  | BMW M Team WRT            | Robin Frijns René Rast Sheldon van der Linde          | BMW M Hybrid V8                  | M    | 96      | No clasificado         |
| NC      | Hypercar      | 20  | BMW M Team WRT            | Robin Frijns René Rast Sheldon van der Linde          | BMW P66/3 4.0 L Turbo V8         | M    | 96      | No clasificado         |
| DNF     | Hypercar      | 83  | AF Corse                  | Robert Kubica Robert Shwartzman Ye Yifei              | Ferrari 499P                     | M    | 248     | Eléctricos             |
| DNF     | Hypercar      | 83  | AF Corse                  | Robert Kubica Robert Shwartzman Ye Yifei              | Ferrari F163 3.0 L Turbo V6      | M    | 248     | Eléctricos             |
| DNF     | Hypercar      | 3   | Cadillac Racing           | Sébastien Bourdais Scott Dixon Renger van der Zande   | Cadillac V-Series.R              | M    | 223     | Mecánicos              |
| DNF     | Hypercar      | 3   | Cadillac Racing           | Sébastien Bourdais Scott Dixon Renger van der Zande   | Cadillac LMC55R 5.5 L V8         | M    | 223     | Mecánicos              |
| DNF     | LMGT3         | 59  | United Autosports         | Nicolas Costa James Cottingham Grégoire Saucy         | McLaren 720S GT3 Evo             | G    | 220     | No finalizó            |
| DNF     | LMGT3         | 59  | United Autosports         | Nicolas Costa James Cottingham Grégoire Saucy         | McLaren M840T 4.0 L Turbo V8     | G    | 220     | No finalizó            |
| DNF     | LMGT3         | 95  | United Autosports         | Hiroshi Hamaguchi Nico Pino Marino Sato               | McLaren 720S GT3 Evo             | G    | 212     | No finalizó            |
| DNF     | LMGT3         | 95  | United Autosports         | Hiroshi Hamaguchi Nico Pino Marino Sato               | McLaren M840T 4.0 L Turbo V8     | G    | 212     | No finalizó            |
| DNF     | Hypercar      | 4   | Porsche Penske Motorsport | Mathieu Jaminet Felipe Nasr Nick Tandy                | Porsche 963                      | M    | 211     | Accidente              |
| DNF     | Hypercar      | 4   | Porsche Penske Motorsport | Mathieu Jaminet Felipe Nasr Nick Tandy                | Porsche 9RD 4.6 L Turbo V8       | M    | 211     | Accidente              |
| DNF     | LMGT3         | 27  | Heart of Racing Team      | Ian James Daniel Mancinelli Alex Riberas              | Aston Martin Vantage AMR GT3 Evo | G    | 196     | Accidente              |
| DNF     | LMGT3         | 27  | Heart of Racing Team      | Ian James Daniel Mancinelli Alex Riberas              | Aston Martin M177 4.0 L Turbo V8 | G    | 196     | Accidente              |
| DNF     | LMP2 (Pro-Am) | 45  | CrowdStrike Racing by APR | Colin Braun Nicky Catsburg George Kurtz               | Oreca 07                         | G    | 149     | Rueda                  |
| DNF     | LMP2 (Pro-Am) | 45  | CrowdStrike Racing by APR | Colin Braun Nicky Catsburg George Kurtz               | Gibson GK428 V8                  | G    | 149     | Rueda                  |
| DNF     | LMP2 (Pro-Am) | 30  | Duqueine Team             | James Allen John Falb Jean-Baptiste Simmenauer        | Oreca 07                         | G    | 112     | Motor                  |
| DNF     | LMP2 (Pro-Am) | 30  | Duqueine Team             | James Allen John Falb Jean-Baptiste Simmenauer        | Gibson GK428 V8                  | G    | 112     | Motor                  |
| DNF     | LMGT3         | 66  | JMW Motorsport            | Giacomo Petrobelli Larry ten Voorde Salih Yoluç       | Ferrari 296 GT3                  | G    | 112     | Presión de combustible |
| DNF     | LMGT3         | 66  | JMW Motorsport            | Giacomo Petrobelli Larry ten Voorde Salih Yoluç       | Ferrari F163CE 3.0 L Turbo V6    | G    | 112     | Presión de combustible |
| DNF     | LMGT3         | 46  | Team WRT                  | Ahmad Al Harthy Maxime Martin Valentino Rossi         | BMW M4 GT3                       | G    | 109     | Accidente              |
| DNF     | LMGT3         | 46  | Team WRT                  | Ahmad Al Harthy Maxime Martin Valentino Rossi         | BMW P58 L Turbo I6               | G    | 109     | Accidente              |
| DNF     | Hypercar      | 15  | BMW M Team WRT            | Raffaele Marciello Dries Vanthoor Marco Wittmann      | BMW M Hybrid V8                  | M    | 102     | Accidente              |
| DNF     | Hypercar      | 15  | BMW M Team WRT            | Raffaele Marciello Dries Vanthoor Marco Wittmann      | BMW P66/3 4.0 L Turbo V8         | M    | 102     | Accidente              |
| DNF     | Hypercar      | 36  | Alpine Endurance Team     | Nicolas Lapierre Mick Schumacher Matthieu Vaxivière   | Alpine A424                      | M    | 88      | Motor                  |
| DNF     | Hypercar      | 36  | Alpine Endurance Team     | Nicolas Lapierre Mick Schumacher Matthieu Vaxivière   | Alpine 3.4 L Turbo V6            | M    | 88      | Motor                  |
| DNF     | LMP2          | 9   | Proton Competition        | Macéo Capietto Jonas Ried Bent Viscaal                | Oreca 07                         | G    | 86      | Batería                |
| DNF     | LMP2          | 9   | Proton Competition        | Macéo Capietto Jonas Ried Bent Viscaal                | Gibson GK428 V8                  | G    | 86      | Batería                |
| DNF     | Hypercar      | 35  | Alpine Endurance Team     | Paul-Loup Chatin Ferdinand Habsburg Charles Milesi    | Alpine A424                      | M    | 75      | Motor                  |
| DNF     | Hypercar      | 35  | Alpine Endurance Team     | Paul-Loup Chatin Ferdinand Habsburg Charles Milesi    | Alpine 3.4 L Turbo V6            | M    | 75      | Motor                  |
| DNF     | LMGT3         | 54  | Vista AF Corse            | Francesco Castellacci Thomas Flohr Davide Rigon       | Ferrari 296 GT3                  | G    | 30      | Accidente              |
| DNF     | LMGT3         | 54  | Vista AF Corse            | Francesco Castellacci Thomas Flohr Davide Rigon       | Ferrari F163CE 3.0 L Turbo V6    | G    | 30      | Accidente              |
| Fuente: |               |     |                           |                                                       |                                  |      |         |                        |

### Citas
1. ↑  Maldonado, Bernardo (10 de junio de 2024). «HORARIOS PARA LAS 24H DE LE MANS 2024 Y DÓNDE VER». lat.motorsport.com. Motorsport Network. Consultado el 10 de junio de 2024.
2. ↑  «Ferrari ganó las 24 Horas de Le Mans con Fuoco, Nielsen y Molina». ESPN Argentina. 16 de junio de 2024. Consultado el 16 de junio de 2024.
3. ↑  «Ferrari triunfa en las 24 horas de Le Mans, los británicos ganan en LMP2». GPBlog.com. 16 de junio de 2024. Consultado el 16 de junio de 2024.
4. ↑  «24 Horas de Le Mans: Nicolás Varrone fue cuarto en LMP2, pero ganó la divisional ProAm». Carburando. 16 de junio de 2024. Consultado el 16 de junio de 2024.
5. ↑  «El Porsche 911 GT3 R gana la categoría LMGT3 de las 24 Horas de Le Mans». Porsche. 16 de junio de 2024. Consultado el 16 de junio de 2024.
6. ↑  «Full 2024 Le Mans 24 Hours Entry List Revealed». DailySportsCar.com (en inglés). 19 de febrero de 2024. Consultado el 10 de junio de 2024.
7. 1 2  «2024 24 HOURS LE MANS - PROVISIONAL ENTRY LIST» (PDF). 24 Horas de Le Mans (en inglés). 6 de mayo de 2024. Consultado el 10 de junio de 2024.
8. ↑  «Second Proton Porsche 963 on Le Mans Reserve List». SportsCar365.com (en inglés). 19 de febrero de 2024. Consultado el 10 de junio de 2024.
9. ↑  «FIA WEC 92º Edition des 24 Heures du Mans Qualifying - after Hyperpole Final Classification» (PDF). Automobile Club de l'Ouest (en inglés). 13 de junio de 2024. Consultado el 14 de junio de 2024.
10. ↑  «FIA WEC 92º Edition des 24 Heures du Mans Race Provisional Classification» (PDF). Automobile Club de l'Ouest (en inglés). 16 de junio de 2024. Consultado el 16 de junio de 2024.